# Rouffignac-Saint-Cernin-de-Reilhac
Rouffignac-Saint-Cernin-de-Reilhac település Franciaországban, Dordogne megyében. Lakosainak száma 1662 fő (2022. január 1.). Rouffignac-Saint-Cernin-de-Reilhac Fossemagne, Bars, Plazac, Fleurac, Mauzens-et-Miremont, Saint-Félix-de-Reillac-et-Mortemart, Saint-Geyrac és Bassillac et Auberoche községekkel határos.

## Népesség
A település népessége az elmúlt években az alábbi módon változott:
| Lakosok száma | 1439 | 1429 | 1465 | 1537 | 1569 | 1584 | 1603 | 1628 | 1630 | 1662 |
|               | 1968 | 1982 | 1990 | 2006 | 2013 | 2015 | 2017 | 2019 | 2020 | 2022 |